# Montpelieresdoorn
Montpelieresdoorn (Acer monspessulanum) is een soort uit de zeepboomfamilie (Sapindaceae). Soms wordt de soort als sierboom aangeplant in parken en tuinen. 

## Determinatie
Montpelieresdoorn groeit als boom en bereikt een hoogte van ± 15 m. De kroon is dicht en breed koepelvormig. De schors is donkergrijs tot zwart en is voorzien van verticale groeven. De boom heeft gladde, slanke, bleekbruine twijgen. De knoppen zijn circa 3 mm groot, eivormig en donker oranjebruin.
De soort heeft harde, leerachtige bladeren van circa 4 × 8 cm groot. Er zijn drie ronde, gaafrandige lobben. De bladsteel is oranjeroze en circa 4 cm lang. Het blad is aanvankelijk heldergroen, maar wordt later donkergroen aan de bovenzijde en grijsblauw aan de onderzijde.
De bloemen staan in kleine, gele pluimen die eerst rechtop staan, maar later gaan hangen.

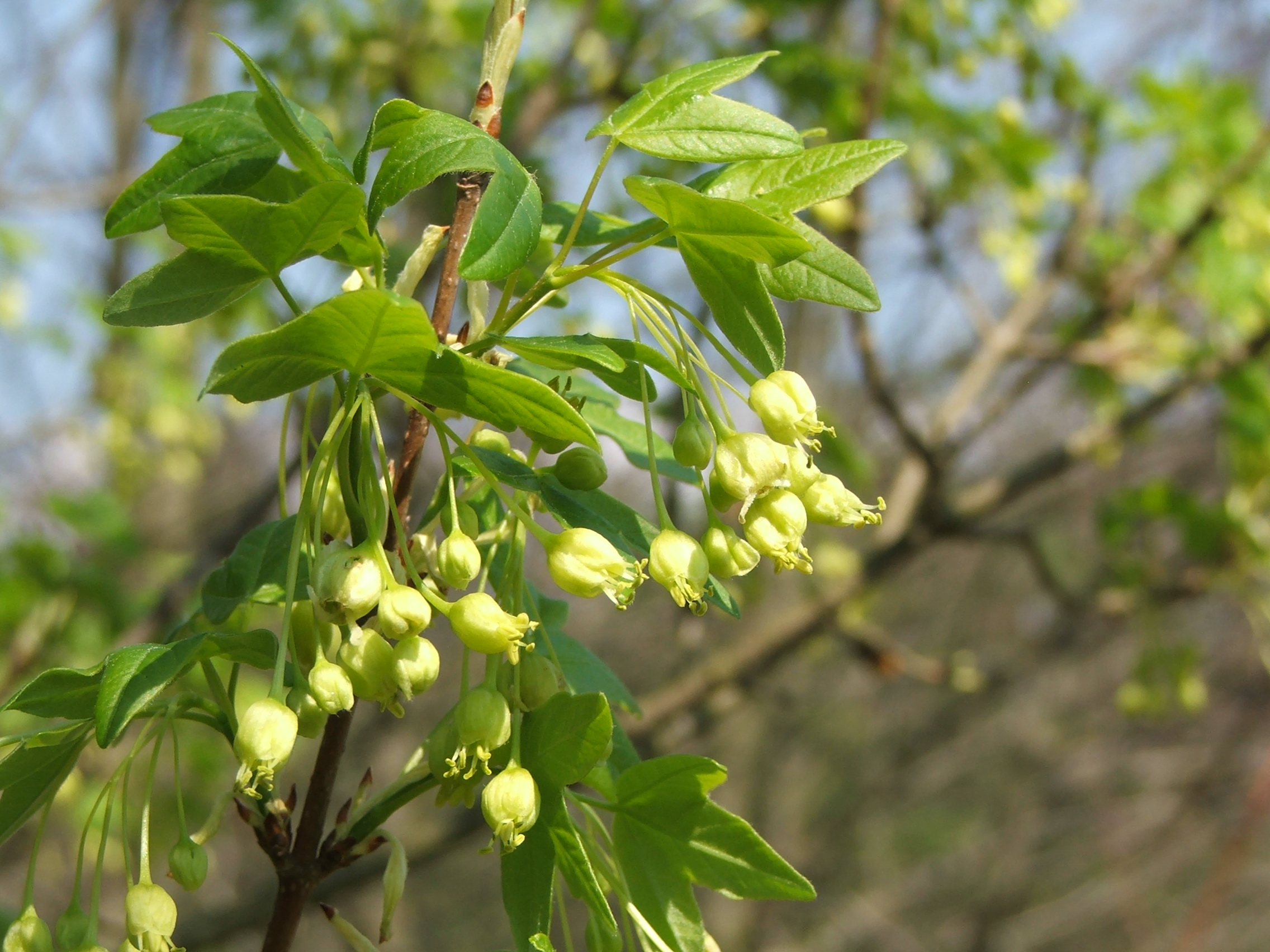
Acer monspessulanum subsp. turcomanicum

De vruchten zijn klein en hebben vlezige vleugels van ongeveer 1 cm lang. Ze zijn groen en vaak iets roze aangelopen. De vruchten zitten aan steeltjes van 4 cm lang.

## Verspreiding
Het verspreidingsgebied van montpelieresdoorn omvat de droge, heuvel- of rotsachtige streken van Zuid-Europa en West-Azië.
... · 
A. buergerianum (drietandesdoorn) · 
A. campestre (Spaanse aak) · 
A. capillipes (slangenesdoorn) · 
A. cappadocicum (Colchische esdoorn) · 
A. caudatum · 
A. ginnala (amoeresdoorn) · 
Acer griseum · 
A. japonicum · 
A. monspessulanum (montpelieresdoorn) · 
A. mono · 
A. negundo (vederesdoorn) · 
A. palmatum (Japanse esdoorn) · 
A. platanoides (Noorse esdoorn) · 
A. pseudoplatanus (gewone esdoorn) · 
A. rubrum (rode esdoorn) · 
A. saccharinum (witte esdoorn) · 
A. saccharum (suikeresdoorn) · 
A. tegmentosum · 
...